# MF5作戦
MF5作戦は、1942年2月にイギリス軍が地中海で実行した作戦。アレクサンドリアからマルタへ補給物資を運ぶ2つの船団（MW9A船団、MW9B船団）とマルタからアレクサンドリアへ向かうの空荷のME10船団を護衛するというものであった。
MW9A船団は商船2隻（クラン・キャンベル、クラン・チャタン）と護衛の軽巡洋艦カーライル、駆逐艦ランス、エイヴォン・ヴェイル、ヘイスロップ、エリッジで構成され、MW9B船団は商船1隻（Rowallan Castle）と護衛の駆逐艦ビューフォート、ダルヴァートン、ハワース、サウスウォールドで構成されていた。ME10船団はブレコンシャー、クラン・ファーガスン、シティ・オブ・カルカッタ、エイジャックスからなっていた。ME10船団は軽巡洋艦ペネロピ、駆逐艦デコイ、フォーチュン、リージョン、ライヴリー、シーク、ズールーが護衛した。このほかにアレクサンドリアから軽巡洋艦ナイアド、ダイドー、ユーライアラス、駆逐艦グリフィン、ヘイスティ、ハヴォック、ジャガー、ジャーヴィス、ケルヴィン、キプリングからなるB部隊（フィリップ・ヴァイアン少将指揮）も出撃した。
MW9A船団とMW9B船団は2月12日に、ME10船団は2月13日に出航した。2月13日、MW9A船団とMW9B船団が合流しMW9船団となった。同日、MW9船団は発見され空襲を受け、クラン・キャンベルが損傷した。クラン・キャンベルは駆逐艦2隻に護衛されてトブルクへと向かった。翌日、MW9船団とME10船団が出会い、護衛部隊を入れ替えた。この際、デコイとフォーチュンはアレクサンドリアへ向かう部隊に、ランスはマルタへ向かう部隊に加わった。この時までにクラン・チャタンが空襲で撃沈されており、MW9船団の商船は1隻となってしまっていた。その1隻Rowallan Castleも護衛部隊交代後に空襲で損傷し、ライヴリーの魚雷で処分となった。それから、ライヴリー、シーク、ズールーの3隻はアレクサンドリアへ向かった。
結局、マルタへ物資を輸送することは出来ずに終わった。一方、ブレコンシャー、クラン・ファーガスン、シティ・オブ・カルカッタ、エイジャックスはすべて無事に目的地に到着した。